# Дом за децу и омладину
Дом за децу и омладину је облик институционалне заштите којим се обезбеђује збрињавање деце без одговарајућег родитељског старања као и деце чији је развој ометен породичним приликама. Домским смештајем обезбеђује се нега, старање о здрављу, васпитање, помоћ у образовању и учење различитих социјалних вештина. Смештај у дому је привремен и траје све док то околности захтевају, односно до повратка детета у сопствену породицу, усвојења или оспособљења за самосталан живот.